# Heinkel HD 16
Die Heinkel HD 16 ist ein in den 1920er Jahren entwickeltes deutsches Schwimmerflugzeug, das von den Heinkel-Flugzeugwerken in Warnemünde für die schwedische Armee produziert wurde. Das Kürzel HD steht für „Heinkel Doppeldecker“.

## Entwicklung
Nachdem die schwedischen Marine Heinkels Torpedoflugzeug HD 14 aufgrund nicht ausreichender Leistungen 1926 abgelehnt hatte unterbreitete dieser am 7. April 1927 ein Angebot über ein Nachfolgemodell, das statt des bei der HD 14 verwendeten wassergekühlten Motors einen Antrieb mit Luftkühlung erhalten sollte. Die schwedischen Stellen gaben ihre Zustimmung und am 27. Februar 1928 eine Bestellung über zwei Exemplare auf. Heinkel entwickelte daraufhin die HD 16 mit etwas kleineren Abmessungen als ihre Vorgängerin und stattete sie mit einem britischen „Leopard“-Sternmotor aus. Die beiden gebauten Flugzeuge mit den Werknummern 308 und 309 konnten sowohl mit Schwimmern als auch mit Radfahrwerk ausgerüstet werden, wobei ein Wechsel nur kurze Zeit in Anspruch nahm. Im Herbst 1928 war der Bau abgeschlossen und beide HD 16 wurden von Oktober bis November in Warnemünde einer gründlichen Werkserprobung unterzogen, bei der auch Testabwürfe von Torpedos durchgeführt wurden. Im Folgemonat übernahmen der schwedische Leutnant Krook und der Ingenieur Larsson die 308 und überführten sie nach Karlskrona, wo sie am 11. Dezember 1928 eintraf. Die 309 folgte im Januar 1929. Mit beiden Flugzeugen wurden noch probehalber einige Torpedoabwürfe durchgeführt, danach wurden sie der F 2 (2. Fluggeschwader) in Hägernäs zugeteilt und erhielten die Bezeichnung T 1 (für Torpedflyplan). Ihnen wurden anfangs die Bordziffern 20 und 21 zugeteilt, die aber bereits im März 1929 zu 220 und 221 geändert wurden. Im Laufe der mehrjährigen Einsatzzeit wurden die Dienstnummern noch zweimal geändert, zuerst im November 1931 zu 2120 und 2121 und später zu 120 und 121. Beide HD 16 flogen bis zum Ende der 1930er Jahre, dann wurden sie durch He 115 A-2 ersetzt, die 309 im Februar 1938 und die 308 im Mai 1939.

## Aufbau
Die HD 16 ist ein ungestaffelter, verspannter Doppeldecker in Gemischtbauweise. Der Rumpf besteht aus einem stoffbespannten Stahlrohrrahmen mit einer Beplankung aus Aluminiumblechen im vorderen und Stoffbespannung im hinteren Bereich. Die zweiholmigen Tragflächen besitzen die gleiche Spannweite und bestehen größtenteils aus einer mit Stoff bespannten Holzkonstruktion, einzig das Mittelstück des Unterflügels ist aus Stahlrohr gefertigt, ebenso das Leitwerk. Die Höhenflosse ist zum Rumpf hin mit I-Stielen abgestrebt. Die HE 16 kann wahlweise mit einem starren Radfahrwerk ohne durchgängige Achse und Hecksporn (HD 16L) oder mit zwei gekielten, nicht miteinander verbundenen Holzschwimmern mit flacher Oberseite (HD 16W) ausgerüstet werden.

## Technische Daten

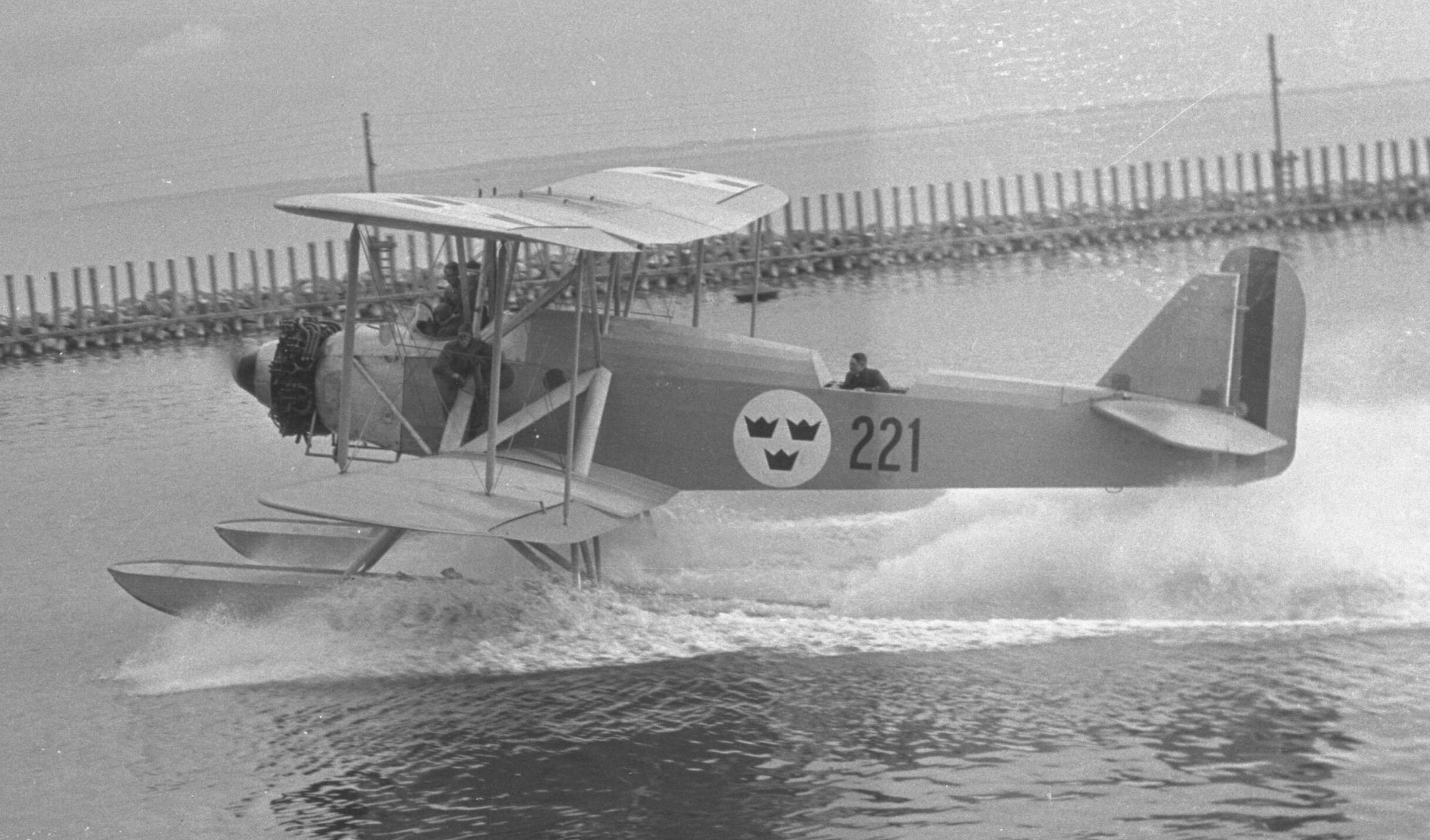
HD 16 mit Schwimmwerk, 1929

| Kenngröße                          | Daten (HD 16L)                                     | Daten (HD 16W)                              |
| ---------------------------------- | -------------------------------------------------- | ------------------------------------------- |
| Besatzung                          | 3                                                  | 3                                           |
| Spannweite                         | 18,0 m                                             | 18,0 m                                      |
| Länge                              | 12,2 m                                             | 13,0 m                                      |
| Höhe                               | 4,6                                                | 5,20 m                                      |
| Flügelfläche                       | 96,9 m²                                            | 96,9 m²                                     |
| Leermasse                          | 2170 kg                                            | 2570 kg                                     |
| Zuladung                           | 2000 kg                                            | 2000 kg                                     |
| Startmasse                         | 4170 kg                                            | 4570 kg                                     |
| Antrieb                            | ein luftgekühlter Viertakt-Doppelsternmotor        | ein luftgekühlter Viertakt-Doppelsternmotor |
| Typ                                | Armstrong Siddeley Leopard                         | Armstrong Siddeley Leopard                  |
| Startleistung Dauerleistung        | 750 PS (552 kW) 675 PS (496 kW)                    | 750 PS (552 kW) 675 PS (496 kW)             |
| Höchstgeschwindigkeit in Bodennähe | 205 km/h                                           | 196 km/h                                    |
| Landegeschwindigkeit               | 80 km/h                                            | 86 km/h                                     |
| Steiggeschwindigkeit               | 2,9 m/s                                            | 2,5 m/s                                     |
| Steigzeit                          | 5,48 min auf 1000 m Höhe 14,30 min auf 2000 m Höhe | 6,48 min auf 1000 m Höhe                    |
| Gipfelhöhe                         | 3300 m                                             | 4000 m                                      |
| Bewaffnung                         | ein 45-cm-Torpedo m/17                             | ein 45-cm-Torpedo m/17                      |